# 余綺霞
余綺霞（英語：Dorothy Yu Yee Ha，1957年10月13日—1993年10月15日），暱稱霞女，1977年當選香港小姐季軍，及後進入娛樂圈，任職於無綫電視，拍攝電視劇、電影及擔任司儀等，亦是《歡樂今宵》台柱之一。

## 經歷
1988年6月18日，余綺霞替無綫綜藝節目《歡樂今宵》遠赴澳大利亚拍摄外景期間汽車在往達爾文港途中遇上车祸，遇险者还有贾思乐、麦丽红及程思俊三名藝人，余綺霞昏迷一個月後終於甦醒，但是由於車禍後傷及神經線而影響說話能力，需要長期受藥物治療，情況如同中風，因而無法全面投入演藝工作，一直復出無期。1990年決定遠赴美國求學，同年畢業回港後於10月5日證實患上鼻咽癌，數年來病情起伏，直至1993年10月15日晚上11時許病逝於聖保祿醫院，終年36歲，而吳楚帆、黃家駒和陳百強亦在同年離世。
她是歷年港姐三甲當中，唯一一位未到40歲便不幸病逝。

## 軼聞
- 余綺霞曾以頒獎嘉賓的身份出席《1988年度十大勁歌金曲頒獎典禮》，並頒獎給葉蒨文（得獎歌曲：《祝福》），是其車禍後首度公開露面。[6]
- 1990年余綺霞被確診患癌時，無綫電視在同年平安夜晚上公开表示，会在经济上支持她的医药费，使其安心就诊；其後公司每週兩次派車接送余綺霞赴醫院治療。[7]
- 1993年6月6日香港小姐競選決賽當晚，無綫電視翡翠台的《星期日檔案》播出余綺霞的專訪。專訪指余綺霞在1988年遭遇車禍後神經受損，留下後遺症，又遭男友疏離（傳聞其男友是知名音樂人徐日勤），事業和愛情“一掃而空”，因此患上抑鬱症。其後決定遠赴美國佛羅里達國際大學修讀有關酒店與旅遊管理證書課程，1990年畢業回港不久後又證實患上鼻咽癌，其後在養和醫院接受電療、化療和手術。專訪播放前，醫生已证实她体内癌细胞已擴散至骨和肝臟，但她仍然堅強面對抗癌；專訪又指，余綺霞最喜歡的歌曲是梅艷芳的《孤身走我路》。[8]相關影片是余綺霞生前最後的專訪，在2017年被網民上傳至YouTube後，引起外界爭議[需要解释]。
- 1993年10月25日余綺霞在世界殯儀館出殯，之後被送到歌連臣角火葬場火化。當日中午12時12分，歌手陳百強亦終告不治，於瑪麗醫院病逝，終年35歲；而余之喪禮中更出現以陳百強名義致送的花圈。[9]
- 余綺霞的母親羅玉玲於2024年5月8日逝世，享年99歲。[10]

## 演出作品

### 電視劇
| 年份   | 劇名                 | 角色                           |
| 1977年 | 年青人之無根         | Helen                          |
| 1977年 | 小人物之容姐         |                                |
| 1978年 | 大亨                 | 白太                           |
| 1978年 | 一代橋王             | 陳蓮鳳（第1集） 秀姑（第13集） |
| 1978年 | 強人                 | 霍太                           |
| 1978年 | 一加一之怨婦         | Selina                         |
| 1978年 | 行運一條龍           | May                            |
| 1978年 | 女人妙到極           | 黃小姐（第1集）                |
| 1978年 | 國際刑警             | Mary                           |
| 1978年 | 幻海奇情之宓妃       | 宓妃                           |
| 1979年 | 香港地               | 霞女                           |
| 1979年 | 天虹                 | 周丹麗                         |
| 1979年 | 彩色人生             | Dora                           |
| 1979年 | 有樓收租             | 余詠詩                         |
| 1979年 | 楚留香               | 凌素娥                         |
| 1979年 | 難兄難弟             | 木蘭心（第四集）               |
| 1980年 | 風雲                 | Amy                            |
| 1980年 | 外母駕到             | Irene                          |
| 1981年 | 香港81               | 阿蘭（第81集） 社工（第129集） |
| 1981年 | 迷離世界之局         | 簡美玉                         |
| 1982年 | 男子漢               | 原思敏                         |
| 1982年 | 假日風情             | Eva                            |
| 1983年 | 夜驚魂之影子         | Sara                           |
| 1984年 | 決戰玄武門           | 薛湘雲                         |
| 1984年 | 武林聖火令           | 逍遙仙子                       |
| 1985年 | 都市風情之牽牛花     | Ivy                            |
| 1986年 | 寶蓮燈               | 小翠                           |
| 1987年 | 大班密令之英雄交響曲 | 松本美代                       |
| 1987年 | 吾妻十三點           | 陳美娟                         |
| 1987年 | 城市故事             | Mandy（第196集）               |
| 1987年 | 生命之旅             | 李碧霞                         |
| 1987年 | 季節                 | 張太                           |
| 1988年 | 電視電影靈幻天師     |                                |
| 1988年 | 七情十三篇之夢邊緣   | Jenny                          |
| 1988年 | 殭屍奇兵             | 黛韻琴                         |

### 電影
| 年份   | 片名       | 角色   |
| 1978年 | 白粉雙雄   |        |
| 1979年 | 發窮惡     |        |
| 1979年 | 新貼錯門神 |        |
| 1980年 | 師爸       | 阿媚   |
| 1981年 | 老襯當旺   |        |
| 1981年 | 二等良民   | 秋蘭   |
| 1981年 | 凶榜       | 秀蘭   |
| 1981年 | 知法犯法   |        |
| 1982年 | 細圈仔     |        |
| 1983年 | 一觸驚魂   |        |
| 1983年 | 瘋狂83     | 張近香 |
| 1984年 | 馬後砲     |        |
| 1985年 | 摸錯骨     |        |